# Icon for Hire
Icon for Hire est un groupe de rock américain venant de Decatur, dans l'Illinois. Créé en 2007, il est composé de la chanteuse Ariel Bloomer dite simplement "Ariel", du guitariste Shawn Jump, du bassiste Josh Kincheloe, et du batteur Adam Kronshagen. Ils ont d'abord réalisé deux maxis de façon indépendante avant de signer avec le label Tooth & Nail, avec lequel ils ont réalisé deux albums. Celui qui les a fait connaître, Scripted le 23 août 2011, puis l'album éponyme Icon for Hire le 15 octobre 2013. Le Bassiste Josh Kincheloe joue avec le groupe depuis 2011, mais n'est pas reconnu comme un membre officiel pour des raisons inconnues. Ils ont annoncé leur rupture avec Tooth & Nail le 6 juin 2015.

## Histoire

### Origines (2007-2009)
Le groupe a été formé à Decatur, Illinois par la chanteuse Ariel Bloomer et le guitariste Shawn Jump. Ces deux derniers ont commencé à collaborer musicalement en 2007 à l'initiative d'Ariel lorsqu'ils se sont rencontrés et qu'elle a découvert qu'il jouait de la guitare. Jump a recruté Adam Kronshagen à la batterie, une ancienne connaissance avec qui il avait effectué des jam sessions dans le passé. Jump avait coupé les ponts avec tous ses anciens amis avec qui il avait l'habitude de "faire la fête", dont Adam, lorsqu'il avait décidé de devenir "clean" six mois auparavant. Il l'a rappelé lorsque Ariel et lui ont réalisé qu'ils avaient besoin d'un batteur.  Le bassiste Joshua Davis joignit le groupe qui fut officiellement formé le mois de novembre de la même année. Le nom est une critique délibérée de l'industrie musicale.
Le groupe joua en public pour la première fois dans un club local. Selon le groupe lui-même, ils ont effectué une très mauvaise performance, mais leurs amis et la famille leur ont tout de même transmis un retour positif et ont continué à les encourager. Ariel fut interviewé sur ce début : « Notre passion pour la musique était réelle tout ce dont notre son manquait, nous le comblions avec notre enthousiasme ». Pendant les deux années qui suivirent, le groupe se représenta dans tout le Midwest et créa deux maxis : Icon for Hire en 2008 et The Grey en 2009. La même année, Davis quitta le groupe.

### Tooth&Nail etScripted(2009-2011)
Plus  tard dans l'année 2009, le groupe fut contacté par Tooth & Nail Records sur Myspace. Le label envoya alors un représentant à l'un de leurs concerts, et signa un contrat avec le groupe en juillet 2010. "Nous étions très excités d'être joint par un label aussi réputé et respecté que Tooth & Nail" a confié le groupe après la signature du contrat. "C'est un label qui est connu comme produisant de bon groupes, et étant réellement présent à chaque étape de la montée de leurs groupes. Nous n'aurions pas espéré ça avant 2 ans ! C'est génial d'être partenaire de Tooth & Nail. On est très impatient d'enregistrer notre premier album et de voir ce que cela peut nous apporter". Ils passeront les trois derniers mois de 2010 dans un studio avec les producteurs Rob Hawkins et Aaron Sprinkle à enregistrer leur premier album complet, Scripted, qui fut lancé par le label le 23 août 2011. L'album fut classé par le hit parade américain Billboard comme 7e pour les albums de hard rock, 5e pour les "Christian Albums", 16e pour les albums alternatifs, 22e pour les albums de rock, et 95e au "Billboard 200". L'album fut vendu à 4 300 exemplaires la première semaine et battit le record de vente sur cette durée de tous les albums du label Tooth & Nail. Le groupe dut principalement son succès à sa chanson "Make a Move", qui se plaça à la 13e place du "R&R/Billboard's Christian Rock" et eut un clip exclusivement publié en ligne sur le site Internet du magazine Guitar World. C'est dans cette même année 2011 que le groupe accueillit le bassiste Josh Kincheloe.

### Icon for Hire (2011-maintenant)
En décembre 2011, Ariel a déclaré que, alors que le groupe était obnubilé par leur tournée plutôt que d'écrire de nouvelles chansons, elle a eu « une inspiration selon laquelle nous allons faire un morceau ensemble avec lequel nous allons vraiment percer ». Dans une autre interview avec TVU Music channel, elle a révélé que le groupe était en train d'écrire des chansons pour un second album. Dans une interview avec KHRT-FM, le groupe a exprimé son désir quant aux tonalités du nouvel album ; celui-ci serait « lourd… plus agressif », avec plus de bubblegum pop et si possible des éléments hip-hop. Le 15 août 2013, Icon for Hire a sorti une nouvelle chanson Cynics and Critics et ils ont sorti leur nouvel album éponyme, Icon for Hire, le 15 octobre de la même année.
Le 6 juin 2015, le groupe a posté une vidéo sur leur chaîne YouTube annonçant leur rupture avec le label Tooth & Nail  afin de redevenir indépendants. Ils ont également laissé entendre dans cette même vidéo qu'ils allaient sortir de nouvelles musiques prochainement.

## Tournées
Icon for Hire accompagna le groupe Red durant leur tournée "Kill the Machine" en octobre 2011. Le groupe participa aussi la même année au festival "Christmas Rock Night" à Ennepetal, près de Düsseldorf, en Allemagne, avec les groupes Red et Skillet .Icon for Hire fit une tournée avec Jamie's Elsewhere et "These Hearts" début 2012, et participèrent au  "Emery's "Emery and Friends Tour"" aux côtés de "I Am Empire and Sent By Ravens" en mars 2012. En mai 2012, le groupe a fait une tournée avec P.O.D, Red, et Love and Death.
En 2013, le groupe fait sa première tournée en solo, passant par 14 villes des États-Unis, du 19 septembre au 11 décembre. La tournée passera par Saint-Pétersbourg, Atlanta, Greensboro, Springfield, Merriam, Urbana Columbus, Colorado Springs, Murray, Las Vegas, Los Angeles, Seattle, Portland, et Orangevale.

## Membres

### Membres actuels
- Ariel Bloomer – chant (2007–aujourd'hui)
- Shawn Jump – guitare électrique (2007–aujourd'hui)

### Anciens membres
- Adam Kronshagen – batterie (2007–2015, 2016)
- Joshua Davis – guitare basse, chant (2007–2009)

### Membres de tournées
- Josh Kincheloe – guitare basse (2011–présent)

## Discographie

### Albums studio
| Titre                                   | Détails album                                                                      | Position max charts | Position max charts | Position max charts | Position max charts | Ventes                   |
| Titre                                   | Détails album                                                                      | US                  | US Rock             | US Christ           | US Indie            | Ventes                   |
| --------------------------------------- | ---------------------------------------------------------------------------------- | ------------------- | ------------------- | ------------------- | ------------------- | ------------------------ |
| Scripted (en)                           | - Sortie: August 23, 2011 - Label: Tooth & Nail - Formats: CD, digital download    | 95                  | 22                  | 5                   | —                   | - US: 4,300 (first week) |
| Icon for Hire (en)                      | - Sortie: October 15, 2013 - Label: Tooth & Nail - Formats: CD, digital download   | 66                  | 20                  | 4                   | 11                  |                          |
| You Can't Kill Us                       | - Sortie: November 25, 2016 - Label: Independent - Formats: CD, digital download   | 180                 | 16                  | —                   | 9                   |                          |
| Still Can't Kill Us : Acoustic Sessions | - Sortie: December 7, 2018 - Label: Independent - Formats: CD, digital download    | —                   | —                   | —                   | —                   |                          |
| Amorphous (en)                          | - Sortie: February 19, 2021 - Label: Independent - Formats: CD, digital download   | —                   | —                   | —                   | —                   |                          |
| The Reckoning                           | - Release: September 30, 2022 - Label: Independent - Formats: CD, digital download | —                   | —                   | —                   | —                   |                          |

### Maxis (Extended Plays)
| Titre            | Chansons                                       | Album detaille                                                               |
| ---------------- | ---------------------------------------------- | ---------------------------------------------------------------------------- |
| Icon For Hire EP | "Off With Her Head" "Pernilla" "Call Me Alive" | - Sortie: 2008 - Label: independent - Formats: CD                            |
| The Grey EP      | "Carried Away" "Fall Apart" "The Grey"         | - Sortie: 2009 - Label: independent - Formats: CD                            |
| Now You Know EP  | "Now You Know" "Bam Bam Pop"                   | - Sortie: July 27, 2015 - Label: independent - Formats: CD (Limited Edition) |

### Singles
| Année | Titre                      | Album                                  |
| ----- | -------------------------- | -------------------------------------- |
| 2011  | "Make a Move"              | Scripted                               |
| 2011  | "Get Well"                 | Scripted                               |
| 2011  | "The Grey"                 | Scripted                               |
| 2011  | "Off With Her Head"        | Scripted                               |
| 2011  | "Fight"                    | Scripted                               |
| 2013  | "Cynics & Critics"         | Icon for Hire                          |
| 2013  | "Sugar & Spice"            | Icon for Hire                          |
| 2014  | "Counting on Hearts"       | Icon for Hire                          |
| 2014  | "Sorry About Your Parents" | Icon for Hire                          |
| 2015  | "Now You Know"             | Now You Know EP                        |
| 2016  | "Supposed to Be"           | You Can't Kill Us                      |
| 2017  | "You Can't Kill Us"        | You Can't Kill Us                      |
| 2017  | "Demons"                   | You Can't Kill Us                      |
| 2018  | "Supposed to Be"           | Still Can't Kill Us: Acoustic Sessions |
| 2018  | "Get Well II"              | Still Can't Kill Us: Acoustic Sessions |
| 2018  | "Demons"                   | Still Can't Kill Us: Acoustic Sessions |
| 2019  | "Venom"                    | —                                      |
| 2019  | "Hollow"                   | —                                      |

Clips musicaux
| Année | Titre               | Réalisateur        |
| ----- | ------------------- | ------------------ |
| 2011  | "Make a Move"       | Van Alan Blumreich |
| 2011  | "Get Well"          | Van Alan Blumreich |
| 2012  | "Off with Her Head" | Daniel Quinones    |
| 2016  | "Now You Know"      | Jamie Holt         |
| 2016  | "Supposed To Be"    | Jamie Holt         |
| 2017  | "Demons"            | Graham Fielder     |
| 2019  | "Hollow"            | Ryan Hamblin       |

Compilation contributions
| Année | Compilation                              | Label                | Song          |
| ----- | ---------------------------------------- | -------------------- | ------------- |
| 2011  | Tooth & Nail Records Summer Sampler 2011 | Tooth & Nail Records | "Make a Move" |
| 2011  | Now Hear This! 7.0                       | Sparrow Records      | "Make a Move" |
| 2011  | A Very Tooth & Nail Christmas Sampler    | Tooth & Nail Records | "Make a Move" |

Chansons hors album
- "Conversation with a Rockstar"
- "Sno"